# Нери, Ромео
Роме́о Не́ри (итал. Romeo Neri; 26 марта 1903, Римини, Эмилия-Романья — 23 сентября 1961, Римини, Эмилия-Романья) — итальянский гимнаст, трёхкратный олимпийский чемпион.

## Биография
На  летних Олимпийских играх 1928 года в Амстердаме он завоевал серебряную медаль на перекладине. Четыре года спустя на летних Олимпийских играх в Лос - Анджелесе он завоевал три золотые медали - на брусьях, в индивидуальном и командном первенстве. 
На Чемпионат мира по спортивной гимнастике 1934 года в Будапеште он был вторым в многоборье вслед за швейцарцем Eugen Mack,   завоевал бронзовую медаль в опорных прыжках.
На Олимпийских играх 1936 года в Берлине получил разрыв двуглавой мышцы. После лечения вернулся к тренировкам. 
После войны работал тренером по спортивной гимнастике. Его старший сын Романо также занимался гимнастикой, в 1952 году он принимал участие на Олимпиаде в Хельсинки.

## Память
Стадион футбольного клуба  Rimini Calcio был назван в честь Ромео Нери (Stadio Romeo Neri).